# هداج
هداج (به عربی: هداج) یک روستا در سوریه است که در ناحیه عقیربات واقع شده‌است. هداج ۴۱۸ نفر جمعیت دارد.